# Pierre Michelot
Pour les articles homonymes, voir Michelot.
Pierre Michelot, né le 3 mars 1928 à Saint-Denis (Seine) et mort le 3 juillet 2005 à Paris, est un contrebassiste et compositeur français.
| Image externe |                             |
|               | Portrait de Pierre Michelot |

## Biographie
Pierre Michelot commence par étudier le piano entre 1936 et 1938, pour ensuite se consacrer à la contrebasse dès l'âge de seize ans.
Plusieurs formations marquent la carrière de Pierre Michelot, commencée dans la seconde moitié des années 1940, HUM avec Daniel Humair et René Urtreger, le trio « The Three Bosses » composé de Bud Powell épaulé par Kenny Clarke, ou en accompagnement de Claude Nougaro avec Maurice Vander, mais aussi avec le quintet européen de Miles Davis. À ces formations on peut ajouter un grand nombre de jazzmen comme Django Reinhardt, Sidney Bechet, Chet Baker, Miles Davis (avec qui il crée la bande originale du film de Louis Malle Ascenseur pour l'échafaud) ou les bebopers Dizzy Gillespie et Thelonious Monk. En 1959, sous l'impulsion de Jacques Loussier, il intègre le Trio Play Bach avec Christian Garros. Cette formation, qui fait swinguer Jean-Sébastien Bach, connaît un succès retentissant. Pendant plusieurs années, il accompagne Claude Nougaro. Il fait une brève apparition au cinéma, dans le film Autour de minuit, où il interprète son propre rôle. En 2000, au cours de la cérémonie des victoires du jazz et de la musique classique, il reçoit une victoire de la musique collégiale pour HUM. Claude Nougaro lui rend alors un vibrant hommage.
Les premiers signes de la maladie d'Alzheimer le contraignent à quitter la scène. Il « lâche sa basse » le 3 juillet 2005 dans le 16e arrondissement de Paris.

## Discographie sélective
- 1953 : Django Reinhardt, Nuages
- 1963 : Dexter Gordon, Our man in Paris (Blue Note)
- 1989 : Bass and Bosses
- 1991 : Round about midnight at The Blue Note
- 1992 : Round About a Bass
- 1960/1979/1999 : HUM

## Bandes originales de films
- 1959 : Ascenseur pour l'échafaud de Miles Davis (film de Louis Malle)
- 1981 : Beau-père de Bertrand Blier
- 1983 : La Scarlatine de Gabriel Aghion
- 1986 : Autour de minuit ('Round Midnight) de Bertrand Tavernier
- 2002 : Une femme de ménage de Claude Berri

## Artistes associés
- Hubert Fol
- Daniel Humair
- René Urtreger
- Bud Powell
- Kenny Clarke
- Franco Manzecchi
- Bernard Lubat
- Claude Nougaro
- Maurice Vander
- Miles Davis
- Django Reinhardt
- Sidney Bechet
- Dizzy Gillespie
- Thelonious Monk
- Rex Stewart
- Elek Bacsik

## N&R
1. ↑  Source : Discogs.
2. ↑  Insee, « Extrait de l'acte de décès de Pierre Marcel Michelot », sur MatchID